# Уэйд-Гири, Теодор
Теодор Уэйд-Гири (англ. Henry Theodore Wade-Gery; 2 апреля 1888, графство Бедфордшир — 2 января 1972, Оксфорд) — историк-антиковед и эпиграфист, профессор Оксфордского университета с 1939 по 1953 годы, специалист в области античности.

## Биография
Родился в бедфордширской семье, в Англии. Учился в Винчестере; в 1911 году окончил Новый колледж Оксфордского университета. После недолговременной гражданской службы, в 1914 году ему была предложена стипендия в Уодхэм-колледже. Однако почти сразу поступил на военную службу, служил на западном фронте Первой мировой войны; был награждён Военным крестом.
После войны вернулся в Уэдхем, где стал заместителем ректора. С 1939 года — профессор древней истории Нью-Колледжа; с 1941 года — член Британской Академии. Оставил должность в 1953 году, получив исследовательский грант Колледжа Мёртон на пять лет. Продолжал путешествовать и писать; его последняя публикация датирована 1966 годом.
Скончался от сердечного приступа в 1972 году.

## Научная деятельность
Основные направления исследований — поэзия и история древней Греции, эпиграфика.

### Избранные труды
- Wade-Gery H. T. Essays in Greek history. — Oxford : Blackwell, 1958. — 301 p.
- Wade-Gery H. T. The poet of the Iliad. — Cambridge : University press, 1952. — 101 p.
- Wade-Gery H. T., Meritt B. D., McGregor M. F. The Athenian tribute lists. — Princeton, N.J. : American school of classical studies at Athens, 1939—1953. — Vol. 1-4.
- Pindar: Pythian Odes, 1928 (Nonesuch Press), совместно с Морисом Баура.

### Творчество
Писал стихи, в 1915 году они были опубликованы в «Oxford Poetry».

## Награды и признание
- Военный крест
- Goodwin Award of Merit Американской филологической ассоциации (1954)[4]